# 小川浩一
小川 浩一（おがわ こういち、1965年5月10日 - ）は、佐賀県佐賀郡東与賀町（現：佐賀市）出身の元プロ野球選手（内野手）。
1995年から1999年までの登録名は小川 皓市（読みは同じ）。

## 経歴

### プロ入り前
佐賀学園高時代は、1981年に1年生ながら6番打者として夏の甲子園に出場。2年夏は県大会決勝で新谷博が先発した佐賀商に敗れ、秋は県大会優勝で九州大会へ進むが準々決勝で佐世保工の香田勲男が延長11回を完投して惜敗。
高校卒業後、社会人野球の日本鋼管福山に入団。3年連続で都市対抗野球に出場、1987年のプロ野球ドラフト会議で日本ハムファイターズから2位指名を受け入団。

### プロ入り後
プロ1年目の1988年は、レギュラー二塁手の白井一幸が5月末に足を骨折して戦線離脱。以降は広角打法のシュアな打撃を武器に小川が代役として二塁を守り、主に1番や9番を打った。
翌1989年は白井が完全復活したが、衰えを隠せない古屋英夫との併用で主に三塁手として出場した。また、田中幸雄の欠場時には遊撃手としても出場するなど、ユーティリティープレイヤーとして起用され、打撃でも少ない打席数ながら打率.306をマークした。村田兆治が200勝を完投で達成した試合で最後の打者となった。
1990年に肩の故障で再び白井が戦線離脱したため、出場機会が増加。レギュラー二塁手として自己最多の104試合に出場し、打率.290をマーク。この年は、不振のトニー・ブリューワに代わり、3番打者として12試合に出場している。同年5月9日の対西武ライオンズ戦（東京ドーム）で、西武先発の渡辺久信が9回まで日本ハム打線をノーヒットに抑えていたが、味方も点を取れず0対0のまま延長に突入。延長11回1アウトから、渡辺のノーヒットノーランの夢を打ち砕くヒットを放った。
1991年は白井が開幕に間に合わず、二塁手としてスタートしたが、間もなく白井が復帰すると三塁に移った。しばらく中島輝士と併用されたが、中島が本来の外野に戻されると、その後は広瀬哲朗と併用された。この年は自己最多の7本塁打・9盗塁をマークしたが打率.243と低迷。プロ入り以降、毎年増加していた二塁打も前年の18本から8本へと激減した。シーズン終盤には坂口千仙にスタメンを奪われている。
1992年からはルーキーの片岡篤史が三塁手レギュラーに定着したため、出場機会が大幅減となった。以降は、内外野でのユーティリティーや左の代打の切り札として起用された。
1998年に西武から奈良原浩が加入すると、同年オフに戦力外通告を受けた。
1999年に福岡ダイエーホークスにテスト入団するが、一軍出場は無く、同年限りで現役引退。

### 引退後
引退後は、社会人野球・クラブチーム「佐賀魂」のコーチを務めていたが、現在は退団した。

## 人物・エピソード
打撃フォームは独特で、テニスのドライブショットのようなテイクバックをしていた。
1990年のオープン戦でルーキーの野茂英雄から本塁打を打ち、「野茂? たいしたことないね」という発言がマスコミにとりあげられたが、本人はその発言を否定している。
1993年、千葉ロッテマリーンズとの試合で吉田篤史が前打者の打球を受けて治療のために降板するとこの間にファンサービスでマウンドに立った宇野勝の投球を右翼前に弾き返した。

## 詳細情報

### 年度別打撃成績
| 年 度      | 球 団      | 試 合 | 打 席 | 打 数 | 得 点 | 安 打 | 二 塁 打 | 三 塁 打 | 本 塁 打 | 塁 打 | 打 点 | 盗 塁 | 盗 塁 死 | 犠 打 | 犠 飛 | 四 球 | 敬 遠 | 死 球 | 三 振 | 併 殺 打 | 打 率 | 出 塁 率 | 長 打 率 | O P S |
| ---------- | ---------- | ----- | ----- | ----- | ----- | ----- | -------- | -------- | -------- | ----- | ----- | ----- | -------- | ----- | ----- | ----- | ----- | ----- | ----- | -------- | ----- | -------- | -------- | ----- |
| 1988       | 日本ハム   | 99    | 348   | 302   | 34    | 76    | 13       | 1        | 3        | 100   | 24    | 3     | 3        | 15    | 0     | 30    | 2     | 1     | 51    | 8        | .252  | .321     | .331     | .652  |
| 1989       | 日本ハム   | 91    | 233   | 209   | 24    | 64    | 14       | 1        | 2        | 86    | 21    | 8     | 3        | 1     | 0     | 20    | 2     | 3     | 32    | 3        | .306  | .375     | .411     | .786  |
| 1990       | 日本ハム   | 104   | 380   | 334   | 43    | 97    | 18       | 0        | 4        | 127   | 34    | 8     | 5        | 1     | 2     | 40    | 2     | 3     | 63    | 5        | .290  | .369     | .380     | .750  |
| 1991       | 日本ハム   | 98    | 302   | 263   | 28    | 64    | 8        | 0        | 7        | 93    | 20    | 9     | 4        | 3     | 2     | 32    | 0     | 2     | 52    | 12       | .243  | .328     | .354     | .681  |
| 1992       | 日本ハム   | 50    | 129   | 111   | 16    | 28    | 7        | 0        | 0        | 35    | 13    | 3     | 0        | 3     | 2     | 12    | 0     | 1     | 22    | 3        | .252  | .325     | .315     | .641  |
| 1993       | 日本ハム   | 85    | 185   | 163   | 17    | 33    | 5        | 1        | 3        | 49    | 19    | 3     | 2        | 0     | 2     | 19    | 0     | 1     | 48    | 6        | .202  | .286     | .301     | .587  |
| 1994       | 日本ハム   | 55    | 136   | 121   | 17    | 32    | 3        | 2        | 3        | 48    | 7     | 1     | 1        | 0     | 0     | 13    | 0     | 2     | 22    | 5        | .264  | .346     | .397     | .743  |
| 1995       | 日本ハム   | 62    | 126   | 107   | 7     | 16    | 5        | 1        | 0        | 23    | 9     | 4     | 0        | 2     | 0     | 16    | 1     | 1     | 28    | 3        | .150  | .266     | .215     | .481  |
| 1996       | 日本ハム   | 56    | 84    | 73    | 9     | 15    | 1        | 0        | 2        | 22    | 9     | 2     | 0        | 2     | 1     | 7     | 0     | 1     | 17    | 2        | .205  | .280     | .301     | .582  |
| 1997       | 日本ハム   | 31    | 46    | 41    | 3     | 9     | 0        | 0        | 0        | 9     | 5     | 0     | 1        | 0     | 1     | 4     | 0     | 0     | 11    | 0        | .220  | .283     | .220     | .502  |
| 1998       | 日本ハム   | 41    | 45    | 37    | 5     | 5     | 0        | 0        | 1        | 8     | 6     | 0     | 0        | 1     | 1     | 6     | 0     | 0     | 9     | 3        | .135  | .250     | .216     | .466  |
| 通算：11年 | 通算：11年 | 772   | 2014  | 1761  | 203   | 439   | 74       | 6        | 25       | 600   | 167   | 41    | 19       | 28    | 11    | 199   | 7     | 15    | 355   | 50       | .249  | .329     | .341     | .670  |

### 記録
- 初出場・初先発出場：1988年4月12日、対阪急ブレーブス1回戦（東京ドーム）、8番・指名打者として先発出場
- 初安打：同上、3回裏に山田久志から二塁打
- 初打点：同上、9回裏に関口朋幸から
- 初本塁打：1988年5月31日、対阪急ブレーブス7回戦（阪急西宮スタジアム）、8回表に佐藤義則から2ラン

### 背番号
- 25 （1988年 - 1998年）
- 53 （1999年）

### 登録名
- 小川 浩一 （おがわ こういち、1988年 - 1994年）
- 小川 皓市 （おがわ こういち、1995年 - 1999年）